# Liberty City (Grand Theft Auto)
Liberty City je fiktivní město založené na charakteru města New York, vyskytující se v herní sérii GTA. Ačkoliv se název Liberty City vyskytuje v každé hře v této sérii, příběh se odehrává ve pěti hrách: GTA III, GTA: Liberty City Stories, GTA IV a GTA IV: Episodes from Liberty City. Ve hrách GTA 3 a GTA Liberty City Stories je město stejné - mafií ovládané město, v noci temné a nebezpečné. V GTA 4 vlastně také, ale "má jinou mapu". Město v GTA 3 a GTA LCS se dělí na 3 části:
- Portland - Průmyslová zóna, má zde sídlo mafiánský boss Salvatore Leone.
- Stauton Insland - Hlavní obchodní čtvrť, probíhají zde důležité obchodní transakce.
- Shoreside Vale - je zde letiště, vily několika bohatých měšťanů a sídlo zrádkyně hlavní postavy Cataliny. Také je zde přehrada zásobující elektřinou celé Liberty.

Zajímavostí hry (která se v herní sérii GTA moc nevyskytuje) je metro, ovšem velmi málo rozšířené, má čtyři stanice a je to okruh, něco na způsob moskevského metra. Ovšem stanice jsou velmi zajímavě členěny. Také je v Portlandu nadzemní dráha, která má pouze tři stanice. Rockstar Games si s kompozicí metra a nadzemky příliš nepohráli, a proto také, když si člověk "projíždí" mapu, napadne ho nejméně 10 lokalit, kde by se stanice metra hodila. Zajímavostí je také tzv. Porter tunel, který začíná v portlandu, vede pod oceánem až do Shoreside Vale, a cestou je odbočka do Stauton Island. Ve hře GTA 4 se město dělí na Broker, Algonquin, Dukes, Bohan, Alderney, Happines Island, Colony Insland a Charge Island. Je zde velice rozšířené metro. GTA4 se ze všech her, ve kterých se hraje v Liberty City, nejvíce podobá New Yorku. Je zde dokonce Socha Svobody, Empire State Building a jiné impozanty. Liberty City v GTA IV je plné života, kde si každý občan žije svůj bláznivý příběh. Můžete zde vidět lidi, kteří spěchají do kanceláře nebo někoho, jak jde nakupovat. Zkrátka město pulsuje životem.

## Liberty City v GTA III
Bylo založeno v roce 1798. Ve městě jsou gangy Mafia, Triády, El Diablos, Yakuza, Yard, Kartel, Hoods a Nines.
Město se skládá ze tří ostrovů: Portland, Staunton Island a Shortside Walle.

### Doprava
- Na ostrově Portland jezdí nadzemní dráha.
- Všechny tři ostrovy spojuje metro.
- Na ostrově Shortside Vale je Francisovo mezinárodní letiště.

### Policejní stanice
- Policejní stanice v Portlandu - čtvrť Portland View
- Policejní stanice na Staunton Islandu - čtvrť Torrington
- Policejní stanice na Shortside Vale - čtvrť Pike creek

### Nemocnice
- Nemocnice se nachází ve čtvrti Portland View hned vedle policejní stanice.

### Média

#### Noviny
- Liberty Tree

#### Rádia
- Lips 106
- Game FM
- Flashback FM
- MSX FM
- Chatterbox FM
- Head Radio
- Double cleff FM
- K-Jah radio
- Rise FM
- Liberty Jam (jen LCS)
- Radio Del Mundo (jen LCS)
- LCFR (jen LCS)

### Zbraně

#### Zbraně vGTA III
- pěsti
- baseballová pálka
- UZI
- Colt .45
- AK-47
- M16
- brokovnice
- sniperská puška
- plamenomet
- RPG
- bomba na auto s detonátorem
- Molotovův koktejl
- granát
- (neprůstřelná vesta)

#### Nové zbraně vyskytující se vGTA: Liberty City Stories
- fotoaparát
- dláto
- hokejka
- katana
- motorová pila
- mačeta
- revolver .357
- pistole 9mm
- Micro SMG
- Tec-9
- brokovnice
- poloautomatická brokovnice
- minigun
- sniperská puška (nová)

## Liberty City v GTA IV
I když jde o stejné město jako v GTA III, rozdíl je obrovský. Asi nejvíce se Liberty City v GTA IV liší tím, že už se neskládá z pouhých 3 částí. Nahradily je totiž pestré a životem kypící lokality: Broker, Bohan, Algonquin, Alderney, Dukes a menší ostrůvky jménem Charge Island, Colony Island a hlavně Happines Island, na kterém se vyskytuje jedna z dominant celého Liberty City, a to Statue of Happiness (Socha štěstí - napodobenina Sochy Svobody).

### Doprava

#### Taxislužba
Po téměř celém Liberty City lze na komunikacích najít jedoucí žluté taxi. Hráč si jej může přivolat a taxikář ho může odvézt kamkoliv ve městě, nebo na nejblíže dostupné místo. Až hráč dorazí do cíle, bude mu automaticky odebrána částka, která se rovná délce trasy a taxikář odjede. Taxíkem může hráč jet jen pod podmínkou, že v něm žádný jiný pasažér není. Tento způsob dopravy se zpřístupní v misi Bull in China Town.
Pokud hráč nechce v danou chvíli za taxi platit, může zavolat Romanovi, zvolit volbu "Car service" a po chvíli k hráči dorazí Romanovo taxi s řidičem. Tento způsob dopravy se zpřístupní po dosažení 60% přátelství s Romanem. Po přivolání taxíku je Romanova taxislužba určitou dobu nepřístupná. Pokud při misi "Mr. and Mrs. Bellic" zemře Roman, služba nadále již nebude poskytována.

#### Metro
Metrem může hráč cestovat od začátku hry. Slouží jako poměrně rychlá hromadná doprava přepravující téměř po celém městě. Metrem se dá jet na každý ostrov Liberty City kromě Happiness, Charge a Colony island a Alderney. Pokud ve hře není zpřístupněná část, kam metro normálně jezdí, vlak s hráčem uvnitř soupravy dál neodjíždí, dokud hráč nevystoupí. Každá část města má vlastní linku, která se napojuje na linku na druhé části města. Metro v Liberty City je už na první pohled inspirováno metrem v New Yorku. Stejně jako v New Yorku jsou stanice metra většinou plné bezdomovců, právníku nebo podnikatelů, žebráků, ale také policistů, kteří dohlíží na pořádek ve stanicích především v Algonquinu. Policisté se buď nachází ve tříčlenných skupinách na nástupišti, nebo u vchodů ozbrojeni výkonnými samopaly M16.
Seznam linek a jejich stanic:
- linka 3 (Broker a Dukes) - Hove Beach, Schottler, Huntington St, Francis International Airport, Lynch st a Huntington st. Dále pokračuje jako linka J. Značí se červenou barvou.
- linka 8 (Broker a Dukes) - Huntington st, Lynch st, Francis International Airport, Huntington St, Schottler a Hove Beach. Dále pokračuje jako linka A. Značí se zelenou barvou.
- linka J (Algonquin) - Manganese East, Quartz East, Vespucci circus, Vauxite st, Quartz West, Manganese West, Hematite, Feldspar, Castle gardens, Emerald a Easton. Dále pokračuje jako linka 3. Značí se červenou barvou.
- linka A (Algonquin) - Easton, Emerald, Castle gardens, Feldspar, Hematite, Manganese West, Quartz West, Vauxite st, Vespucci circus, Quartz East a Manganese East. Dále pokračuje jako linka 8. Značí se zelenou barvou.
- linka B (Bohan) - San Quentin Ave a Windmill St. Dále pokračuje jako linka C. Značí se modrou barvou.
- linka E (Bohan) - Windmill St, a San Quentin Ave. Dále pokračuje jako linka K. Značí se žlutou barvou.
- linka C (Algonquin) - Frankfort, West Park, Frankfort Ave, Suffolk, City Hall, Easton, East Park, North park a Frankfort. Dále pokračuje jako linka B. Značí se modrou barvou.
- linka K (Algonquin) - Frankfort, North park, East Park, Easton, City Hall, Suffolk, Frankfort Ave, West Park a Frankfort. Dále pokračuje jako linka E. Značí se žlutou barvou.

#### Lanovka
Lanovka je ve velkoměstě velmi ojedinělým typem hromadné dopravy. V celém městě se vyskytuje jedna její dráha, která umožňuje rychlou přepravu z východního Algonquinu na Charge Island. Lanovka má dvě dráhy, takže se lanovky často míjejí po cestě do Algonquinu nebo do Charge Islandu. Je kabinového typu, a zavěšená na laně. Nikde jinde se lanovka nenachází, jedná se spíše o zpestření hry.

### Letecká doprava
Ve městě při pohledu na nebe se dá často spatřit letadlo nebo helikoptéru. Letadlem se hráč ale ani jednou během hru neproletí. Letadla jsou nepřístupná a vyskytují se jen na Francisově mezinárodním letišti, které je bedlivě střeženo hlídači, letištní ochrankou, policií, v horším případě i zásahovou jednotkou SWAT. Co se týče helikoptér, ty jsou hráči přístupné. Ve hře se vyskytuje několik helikoptér, několik jich hráči pravděpodobně znají už z předchozích dílů GTA (např. klasická a policejní helikoptéra Maverick). V tomto díle jsou helikoptéry populární, souzeno podle počtu misí v originální hře, kde je možné/nutné použít helikoptéru. S helikoptérou se hráč může dostat kamkoliv ve městě, i téměř na střechu jakéhokoliv domu nebo mrakodrapu. Helikoptérou se může hráč proletět i jako pasažér. Buď zavoláním Brucieho Kibbutze, který na Vás počká na místě vyznačeném na mapě (speciální odměna odemčena při přátelstvím s Bruciem na 75 %), nebo jet na místo, kde stojí helikoptéry společnosti Helitours.
Helitours provozuje okružní lety helikoptérou za 150$ s pilotem, který létá nad celým městem a dodává vám komentáře o historii nebo slávě budovy nebo mostu, u kterého se právě nacházíte. Tuto aktivitu využívají především turisté, nebo lidé, co se chtějí dozvědět něco o minulosti Liberty City.

### Média

#### Televize
- Weazel
- CNT

#### Rádia
- Vladivostok FM
- Public Liberty Radio (PLR)
- Electro Choc
- San Juan sounds
- Beat 102.7
- Classics
- Tuff gong
- Massive B soundsystem 96.9
- Fusion FM
- The Journey
- Jazz Nation Radio 108.5 (JNR)
- IF99
- K109 the studio
- Independence FM
- Integrity 2.0
- We Know The Truth (WKTT)
- Liberty Rock radio 97.8
- The wibe 98.8
- Liberty City Hardcore (L.C.H.C.)
- Self-actualization FM (jen EFLC)
- Vice City FM (jen EFLC)
- RamJam FM (jen EFLC)